# El ruido y la furia (álbum)
El Ruido y la Furia es un conjunto de CD y DVD del grupo español Héroes del Silencio que sacó la discográfica EMI en 2005. El CD contiene el concierto ofrecido el 16 de junio de 1993 en el Palacio de Deportes de la Comunidad de Madrid. El DVD contiene las imágenes de este mismo concierto y diez temas más, pertenecientes a su actuación inédita hasta el momento en Madrid (La Riviera) el 21 de noviembre de 1995. Es el último álbum de Héroes del Silencio que ha llegado al número uno en ventas, y uno de los dos discos oficiales donde aparece en portada Alan Boguslavsky (El otro es la versión mexicana de Parasiempre).

## Lista de canciones (CD)
Todos las canciones compuestas por Héroes del Silencio.
| #   | Canción             | Duración |
| --- | ------------------- | -------- |
| 1.  | "Iberia sumergida"  | 5:16     |
| 2.  | "Rueda, fortuna!"   | 4:00     |
| 3.  | "La sirena varada"  | 4:41     |
| 4.  | "Parasiempre"       | 4:00     |
| 5.  | "Maldito duende"    | 5:44     |
| 6.  | "Oración"           | 4:23     |
| 7.  | "Nuestros nombres"  | 8:00     |
| 8.  | "Entre dos tierras" | 6:00     |
| 9.  | "Avalancha"         | 6:24     |
| 10. | "Mar adentro"       | 4:04     |
| 11. | "Decadencia"        | 2:16     |

## Lista de canciones (DVD)[1]
| #   | Canción                             | Duración |
| --- | ----------------------------------- | -------- |
| 1.  | "Intro/Maldito duende" (Versión 93) | 6:28     |
| 2.  | "El mar no cesa"                    | 3:46     |
| 3.  | "Hechizo"                           | 4:28     |
| 4.  | "Flor de loto"                      | 6:20     |
| 5.  | "Oración" (versión 93)              | 4:31     |
| 6.  | "Tumbas de sal"                     | 5:18     |
| 7.  | "Hace tiempo"                       | 4:52     |
| 8.  | "Entre dos tierras" (Versión 93)    | 5:47     |
| 9.  | "Bendecida"                         | 5:48     |
| 10. | "La herida"                         | 6:34     |
| 11. | "Sangre hirviendo/Outro"            | 6:16     |

| #   | Canción                          | Duración |
| --- | -------------------------------- | -------- |
| 1.  | "Intro/Iberia sumergida"         | 6:40     |
| 2.  | "¡Rueda, fortuna!"               | 3:58     |
| 3.  | "Sirena varada"                  | 4:41     |
| 4.  | "Parasiempre"                    | 3:59     |
| 5.  | "Maldito duende" (Versión 95)    | 5:44     |
| 6.  | "Oración" (Versión 95)           | 4:23     |
| 7.  | "Nuestros nombres"               | 8:00     |
| 8.  | "Entre dos tierras" (Versión 95) | 5:58     |
| 9.  | "Avalancha"                      | 6:24     |
| 10. | "Mar adentro"                    | 4:04     |
| 11. | "Decadencia"                     | 2:06     |